# Dőlt betűs írás

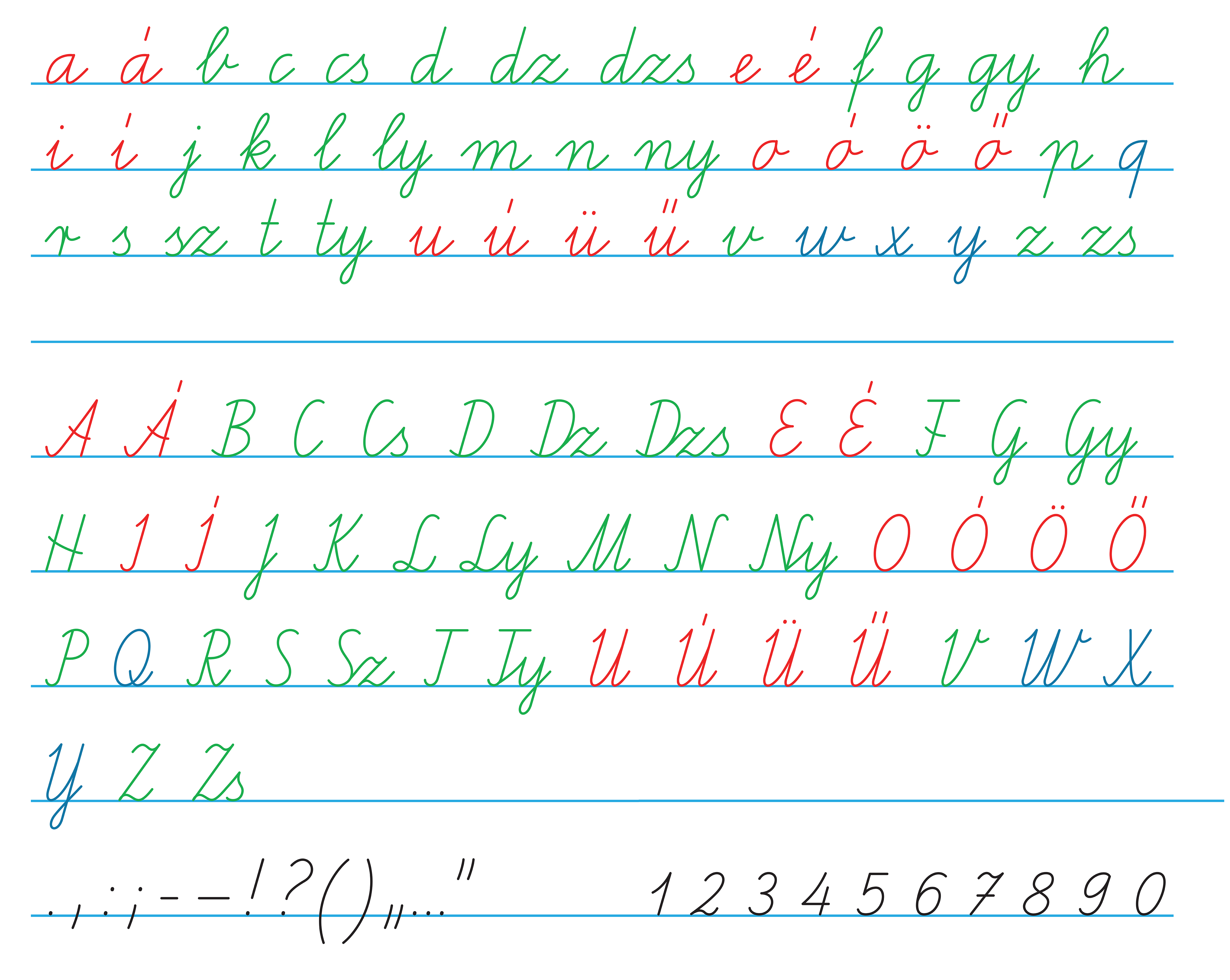
A dőlt betűs írás teljes ábécéje

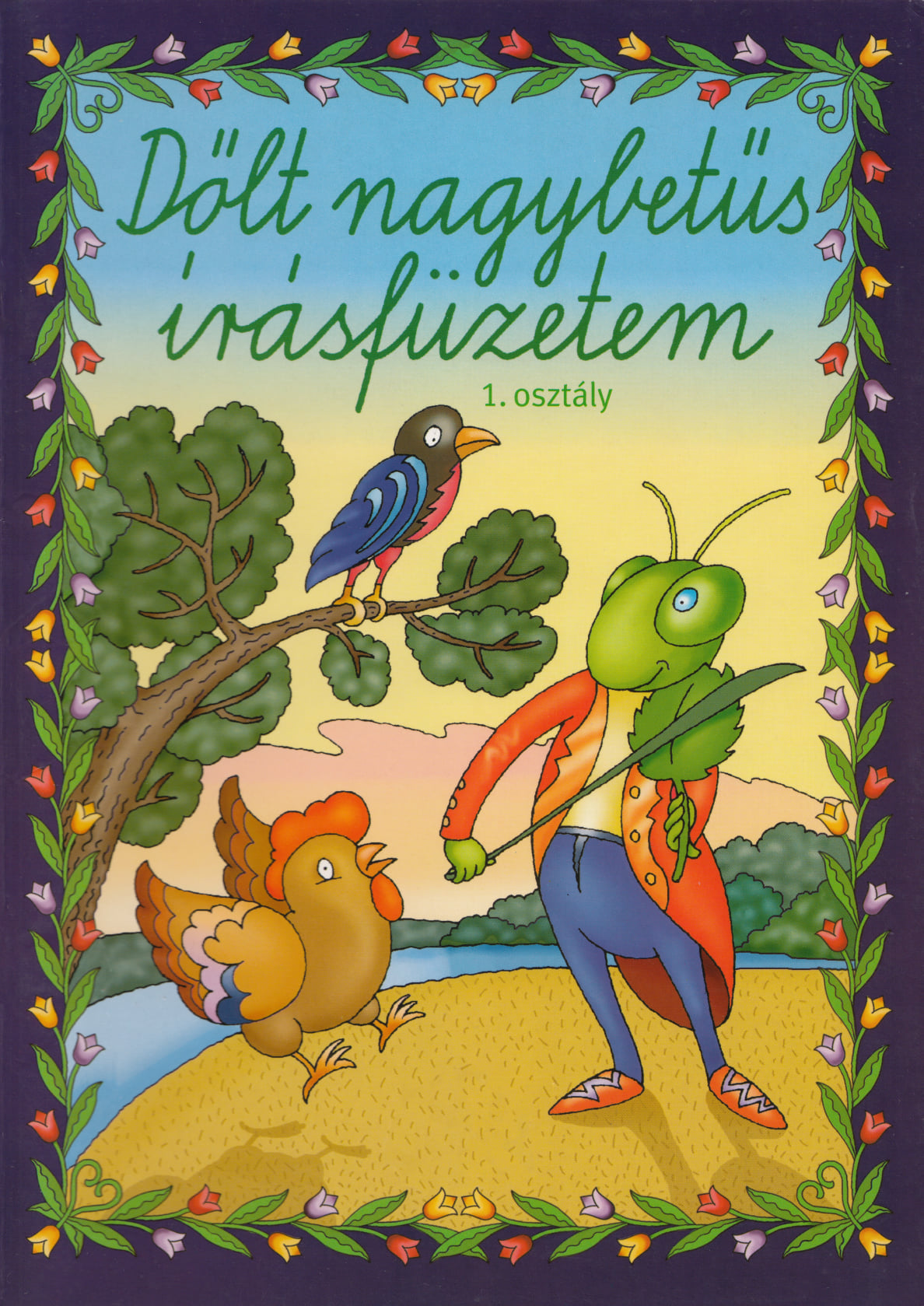
Az Apáczai Kiadó által megjelentetett dőlt betűs írás munkafüzet (Kiss István grafikájával)

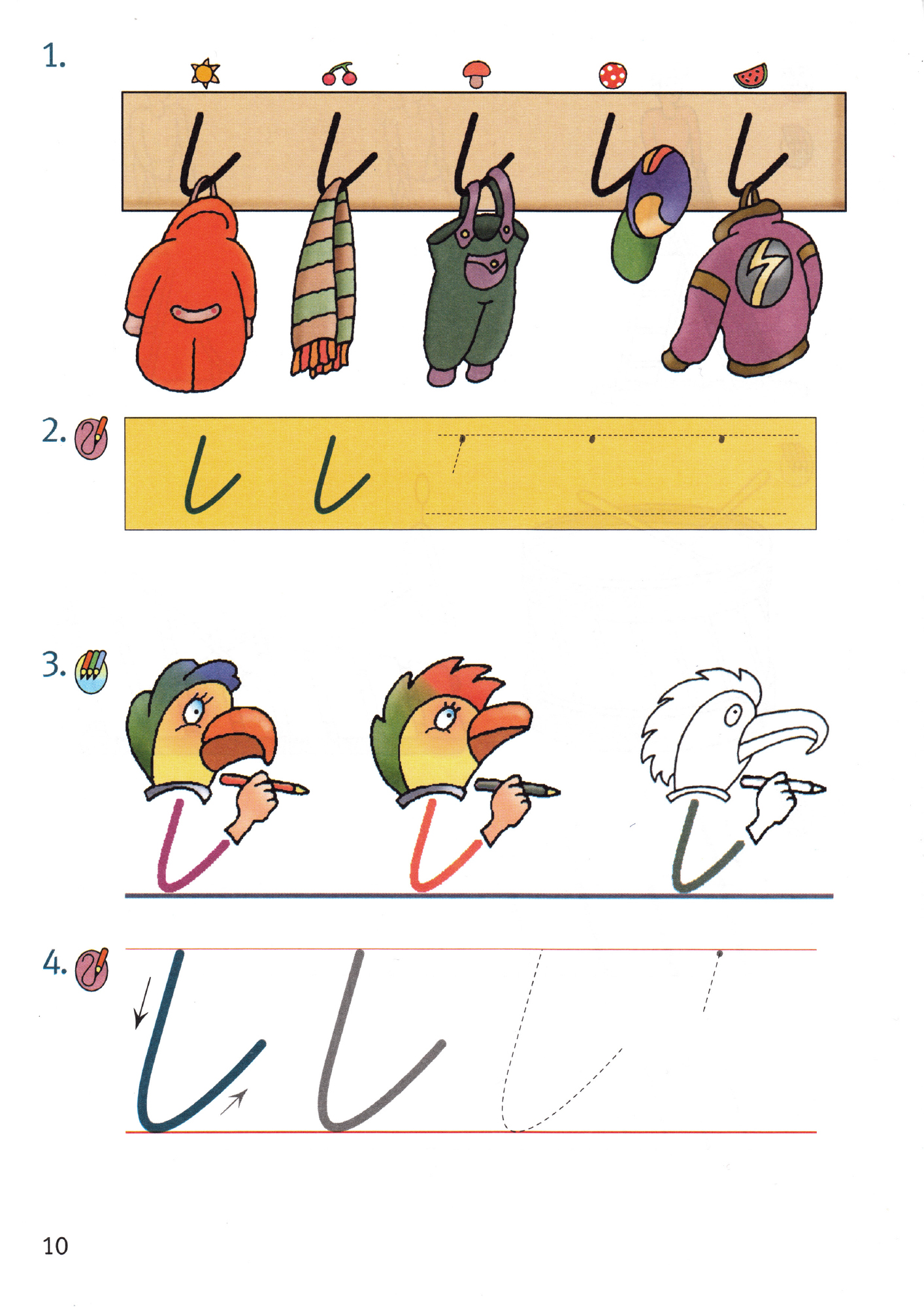
Az Apáczai Kiadó által megjelentetett dőlt kis betűs írás munkafüzet kis alsó hajlítást gyakoroltató oldala

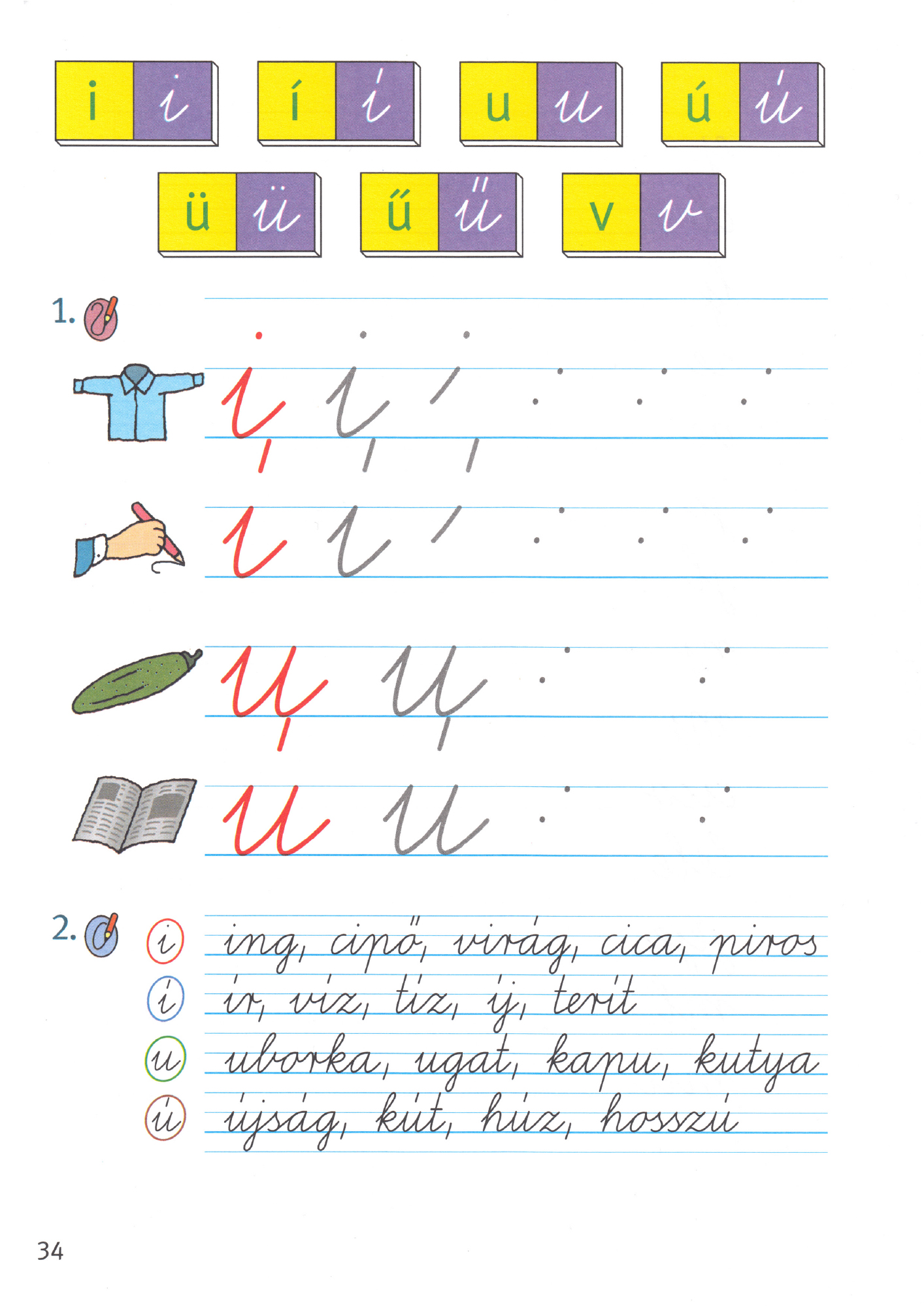
Az Apáczai Kiadó által megjelentetett dőlt kis betűs írás munkafüzet egyik oldala

A dőlt betűs írás olyan enyhén jobbra dőlő, ezért dinamikus vonalvezetésű kézírás típus, amelyet Virágvölgyi Péter grafikus dolgozott ki az 1970-es években a Magyarországon általánosan oktatott, statikusabb zsinórírás alternatívájaként. A reneszánsz kurzív írás késői, modernizált utódjának tekinthető dőlt írásmintát végül két kísérleti időszak után, az 1991-es tantervben fogadták el alternatív írástanítási lehetőségként.

## Jelentősége
A kézírásnak lüktető ritmusa van, amely szükséges a fáradságmentes, egyenletes, gyors, jól olvasható íráshoz. Ezt a ritmust szolgálja jól az enyhén jobbra dőlő betűalakítás, amelyben a lefelé tartó, hangsúlyos vonalak és a felfelé tartó, hangsúlytalan vonalak váltakozásának ritmusa adja meg az írás megfelelő lüktetését. Az ember fiziológiai íróapparátusának (kéz, kar, váll izmai és ízületei) megfelelően ferdén tartott toll helyzetéből következik (az írófelület síkjával az író felőli oldalon zár be hegyesszöget), hogy a magunk felé, lefelé húzott vonalak írásakor hajlító mozgást végzünk, így a lényeges íráselemekre hangsúlyt tudunk fektetni, a tőlünk távolodó, felfelé tartó vonalak írásakor viszont feszítő mozgást végzünk, ezeket nem tudjuk megnyomni, hiszen a toll akadozna a papíron.
Feltűnő jellegzetessége a latinbetűs kézírásnak, hogy a hangsúlyos vonalelemek egyúttal a lényegesek is (ezek hordozzák az információt), a hangsúlytalanok pedig kevésbé fontosak (szerepük az, hogy a hangsúlyos vonásokat összekössék).
A dőlt betűs írást „késleltetve” tanítják, azaz először azt a hat alap íráselemet (alsó hajlítás, felső hajlítás, felső-alsó hajlítás, alsó hurok, felső hurok, kanyarítás) gyakoroltatják, amelyekből a írott kis ábécé betűi felépíthetők és csak ezután kezdik ezekből felépíteni az ábécé betűit. Ez a módszer azért is fontos, mert amíg a gyerekek az írás elemeinek alakítását tanulják (kb. 3-4 hónap), addig ezzel párhuzamosan megismerik a nyomtatott kisbetűket, így megtanulnak olvasni, ez pedig segíti a betűírás gyors és problémamentes elsajátítását, hiszen az olvasással, megértéssel, felismeréssel már nincs problémájuk.
Az enyhén jobbra dőlő írással fáradságmentes, takarékos, gyors és jól olvasható írást lehet kialakítani. Ez a tempógyorsítás időszakában is biztosítja az írás rendezettségét és olvashatóságát, magában hordozza az írás eszközzé válásának feltételeit, az automatizálódás és az egyéni fejleszthetőség lehetőségét.

## Története

### Nemzetközi előzmények
A mai kézírásunk őse a 15-16. század fordulóján keletkezett reneszánsz kurzív írás. Ekkor terjedt el a könyvnyomtatás, amely véglegessé tette a latinbetűs írás kettéválását a nyomtatott és írott betűkre. A kézírás betűi ekkorra alakultak ki végleges formájukban, azóta nem mentek át lényeges változáson.
A modern dőlt írást elsőként a XX. század első évtizedeiben kezdték kidolgozni Angliában, amely mozgalom egyik fontos úttörője Edward Johnston volt. Később Tom Gourdie és Alfred Fairbank dolgozta ki azt a reneszánsz kurzív előzményekhez visszanyúló írásmintát, amit az angol iskolai írástanításban kezdtek el széles körben alkalmazni 1935-től. Magas művészi színvonala miatt ugyan több országban átvették (Németország, Hollandia, Svédország stb.), de mivel csak vágott hegyű töltőtollal lehet betűit helyesen alakítani, így szélesebb körben végül nem terjedt el.
Az angol hagyományokra építve Renate Tost grafikus tervei alapján az NDK-ban 1968-ban vezették be azt a dőlt betűs írásmintát, amely már alkalmas volt a golyóstollal való írásra is. Ez tekinthető a magyarországi dőlt írásminta legközelebbi előképének is.

### Hazai története
Magyarországon az osztrák Alois Legrün és a német Ludwig Sütterlin nevéhez köthető álló zsinórírást tanítják az iskolákban 1937 óta. Ezeket az írásmintákat egyszerűsítette tovább Luttor Ignác és Oldal Anna 1939-ben, lényegében ezt az ún. C-kötéses, kerek, álló írást tanítják a mai napig is a magyar általános iskolák első osztályaiban. A zsinórírás ugyan valóban modern, de mértanias formákból építkezik, amely emiatt természetellenes. Az álló írás éppen szabályos formái miatt (körök, vízszintes és függőleges vonalak) sok tekintetben inkább rajzoláshoz hasonlít, így elveszti lendületét, statikussá válik.
A hazai írásoktatás reformjára Virágvölgyi Péter tipográfus, grafikus 1973-ban tett javaslatot, a Magyar Iparművészeti Főiskolán írt szakdolgozatában. Ő volt az Országos Pedagógiai Intézet (OPI) felügyeletével, Dr. Végh Edit vezetésével 1975–1979 között futó dőlt betűs módszertani kísérlet előadója, a kísérleti tanítás irányítója és folyamatos konzulense is. Elsőként a budapesti Arany János Általános Iskolában, 1976-tól még négy Pest megyei iskolában, 1978-tól pedig újabb négy, budapesti iskolában zajlottak az írástanítási kísérletek Dr. Ligeti Róbert pszichológussal és Kutiné Sahin-Tóth Katalinnal, a módszertan kidolgozójával, a kísérleti Arany János Iskola vezető tanítójával közösen. 1985–90 között újra beindultak az írástanítási kísérletek, ismét az OPI közreműködésével, több fővárosi és vidéki iskolában, amelyek alapján 1991-ben hivatalosan elfogadott új írástanítási tantervként került a dőlt írás kibocsátásra a magyar iskolák számára.

## Publikációk a dőlt írással kapcsolatban
- 1973 Virágvölgyi Péter: Javaslat az iskolai írástanítás reformjára. Budapest, Magyar Iparművészeti Főiskola. 12 p.
- 1976 Murányi Gábor: Írni, olvasni… – Pótolhatatlan kincsünk. Magyar Nemzet, XXXII. évfolyam 155. szám, július 2.; 4. p.
- 1977 Deregán Gábor: Írástanítás olvasás után. Kedvező tapasztalatok. Esti Hírlap, 22. évfolyam, 246. szám, október 19., 4. p.
- 1978 A nyelv világa, MTV1, október 3. 16:35; november 14. 16:30; december 19. 17:15[4]
- 1980 Virágvölgyi Péter: Handwriting in Hungary. Journal of the Society for Italic Handwriting, London, 103. őszi szám, 17–21. p.
- 1980 Haiman György: írásunk jelene és jövője. Művészet, 21. évfolyam, 11. szám, 19-21. p.
- 1981 Virágvölgyi Péter: A kézírásról. Morfológiai tanulmány és hozzászólás az írástanítás problémaköréhez. Magyar Tudományos Akadémia Nyelvtudományi Intézet, Magyar Iparművészeti Főiskola, Országos Oktatástechnikai Központ, Budapest–Veszprém, 43 p.
- 1981 Csutorás Annamária: Írás vagy rajzolgatás. Észak-Magyarország. XXXVII. évf. 243. sz., 4. p. (okt. 16.)
- 1982 Dr. Ligeti Róbert: Az írástanulás pszichológiája. Tankönyvkiadó, Budapest.
- 1985 Virágvölgyi Péter, Kutiné Sahin-Tóth Katalin, dr. Ligeti Róbert: A maci ír. Budapest, Országos Pedagógiai Intézet, OPI
- 1988 Virágvölgyi Péter: Az íráskísérletekről. A Tanító, XXVI. évfolyam 6-7. szám, június-július; 19–22. p.
- 1988 Bagota Edit: Így írunk mi. Képes 7, III. évfolyam 19. szám, május 7.; 30–31. p., 5 ábr., 2 kép.
- 1989 Molnár Gabriella: Áramvonalas írás. Befejezés előtt egy fontos kísérlet. Esti Hírlap, 34. évfolyam, 47. szám, február 24., 2. p.
- 1989 Az írástanítási kísérletekről. Interjú. MTV2
- 1990 Virágvölgyi Péter: Még egyszer a dőlt betűs írás tanításáról. Köznevelés, 46. évfolyam, 8. szám, február 23.; 11. p
- 1990 Szőnyei Tamás: Pedagógiai patópálság – A gyerekek megtapsolták a tanító nénit. Világ, II. évfolyam 24. szám, június 14.; 40–41. p., 1 ábr.
- 1990 Rados Péter András: A dőlt betűs írás reneszánszáért. Köznevelés, 1990, 46. évfolyam, 1. szám, 10. p.
- 1991 Kutiné Sahin-Tóth Katalin–Virágvölgyi Péter: Munkafüzet (Maci ír), Írásminták, Átíró lapok. Szabolcs-Szatmár-Bereg Megyei Pedagógiai Intézet, Nyíregyháza.
- 1991 Virágvölgyi Péter: A dőlt írás tanítása (szerk. Kutiné Sahin-Tóth Katalin és dr. Ligeti Róbert). Budapest, Fővárosi Pedagógiai Intézet, 106 p. Tanárok kézikönyve, módszertani útmutató
- 1991 Kuti Gusztávné: Dőlt betűvel is tanulhatnak írni az első osztályosok. Lutra (?), május; 10–11. p.
- 1992 Kutiné Sahin-Tóth Katalin–Ligeti Róbert: Dőlt betűs írás munkafüzet. Tankönyvkiadó, Budapest
- 1996, 2004, 2011 Flór Lászlóné (Bencs Vilmosné): Dőlt kisbetűs írásfüzetem / Dőlt nagybetűs írásfüzetem / Dőlt írásos munkafüzet. Írásmunkafüzetek az 1-2-3. osztály számára; az írást tervezte: Virágvölgyi Péter; lektor: Kuti Gusztávné; grafikus: Kiss István. Apáczai Kiadó, Celldömölk
- 2005 Kutiné Sahin-Tóth Katalin: Oszkár [Dőlt betűs írás munkafüzet és átírólapok]; az írást tervezte Virágvölgyi Péter; szerk. Eszterág Ildikó, Fejér Zsolt; rajz. Szűcs Édua. SuliNova Közoktatás-fejlesztési és Pedagógus-továbbképzési Kht. 59 p.
- 2006 Flór Lászlóné: Kézikönyv a Dőlt írásos munkafüzet 2-3. osztály használatához; bírálta: Kutiné Sahin-Tóth Katalin. Apáczai Kiadó, Celldömölk
- 2012 Joób Sándor: Te még írsz kézzel egyáltalán? Index.hu[5]
- 2015 Balázs Zsuzsanna: Kell-e folyóírás a 21. században? Index.hu[6]
- 2019 Ellentétek harmóniája. Ritmus a kézírásban. Grafológia, XXV. évfolyam, 230. szám, 2019/2, március-április